# Anne Spencer

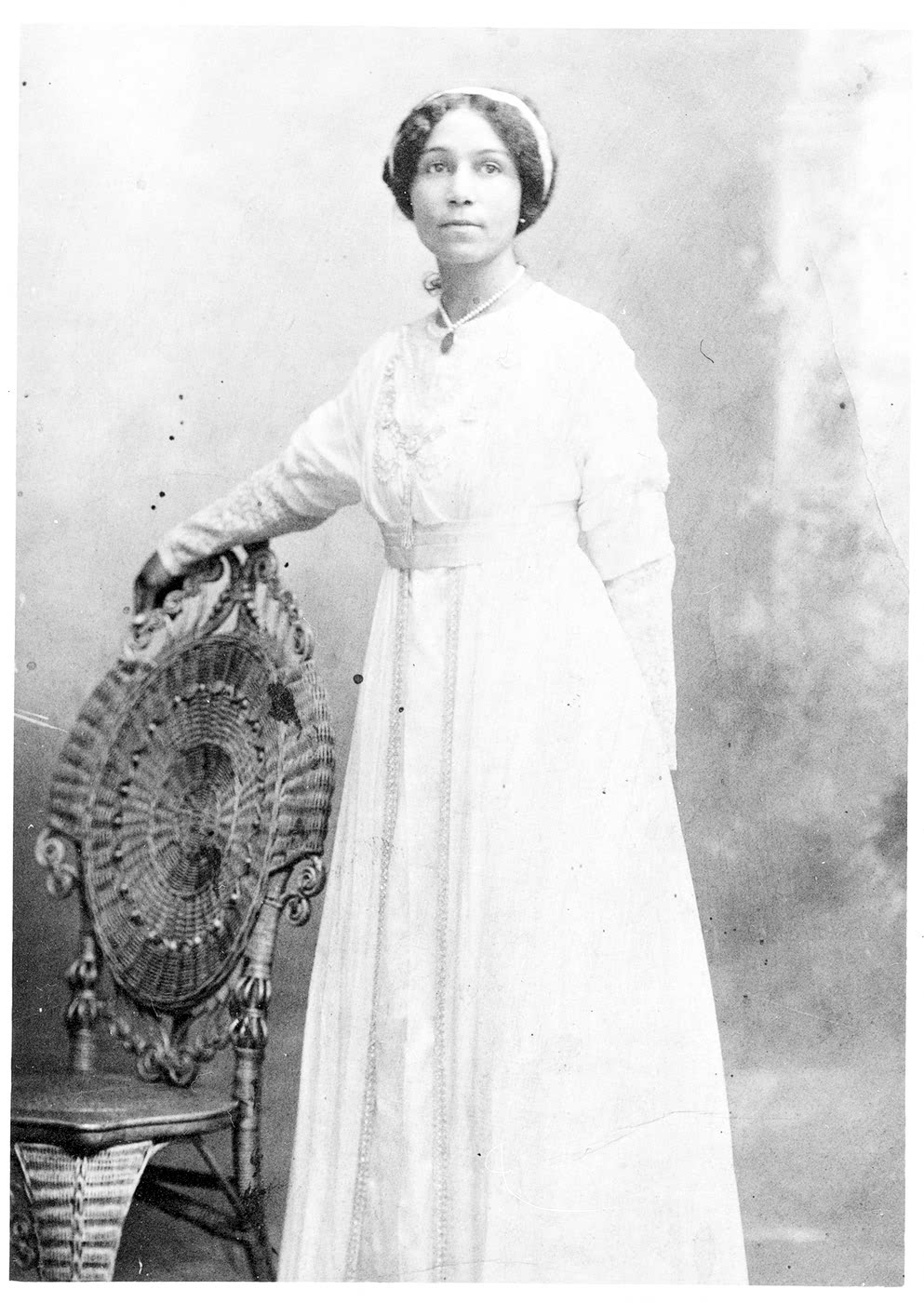
Ann Spencer

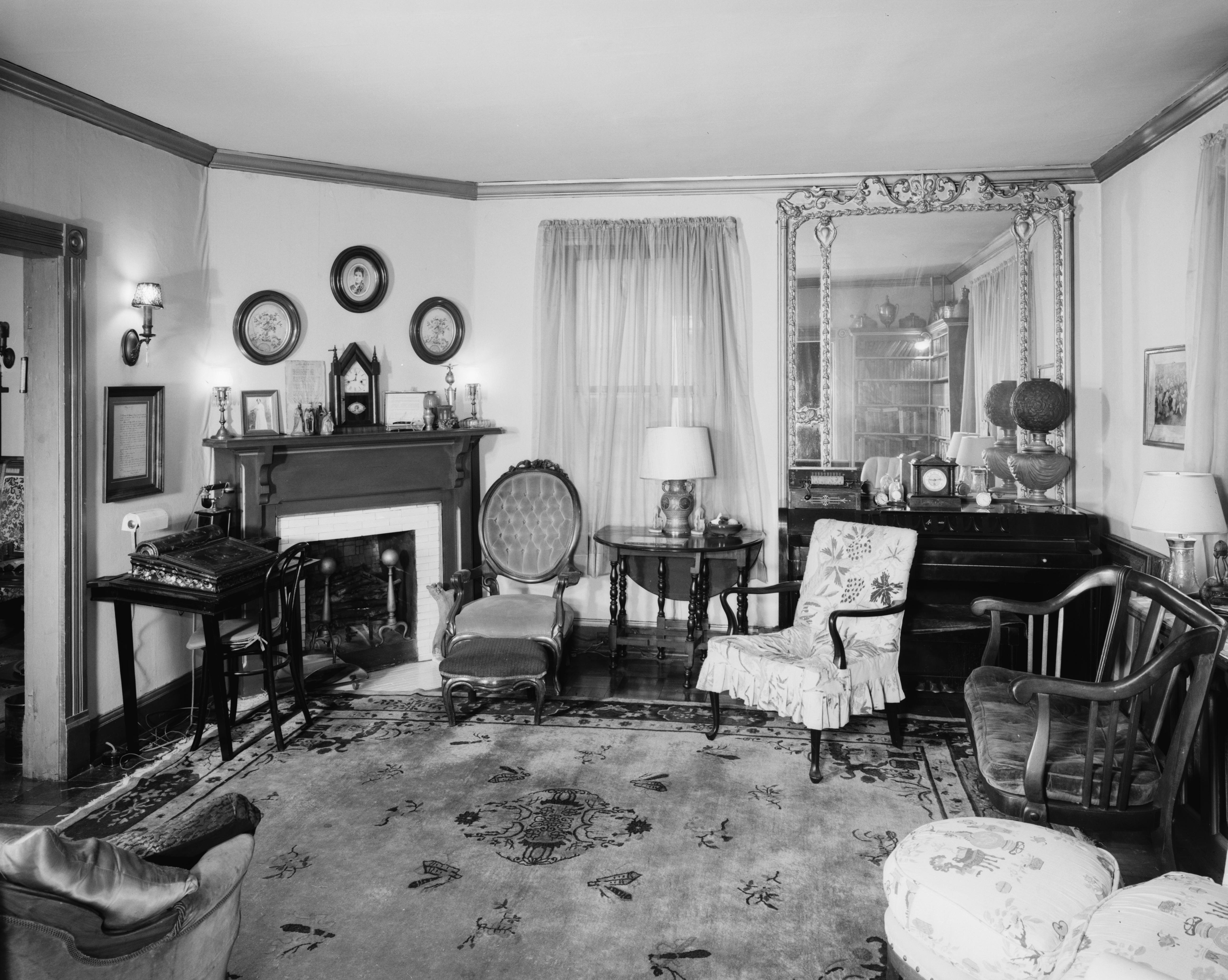
Arbeitszimmer im Anne Spencer House, Lynchburg (Virginia)

Anne Spencer (eigentlich Annie Bethel Spencer) (* 6. Februar 1882 in Henry County, Virginia; † 27. Juli 1975 in Lynchburg, Virginia) war eine US-amerikanische Schriftstellerin und Aktivistin der Harlem Renaissance.
Sie war die erste Frau aus Virginia und erste Afroamerikanerin, deren Gedichte in der Norton Anthology of American Poetry veröffentlicht wurden. Sie setzte sich für Gleichstellung und Bildungschancen für alle ein und sie empfing Persönlichkeiten wie Langston Hughes, Marian Anderson, George Washington Carver, Thurgood Marshall, Martin Luther King, James Weldon Johnson und W. E. B. Du Bois.

## Leben
Als einziges Kind von Cephus Bannister und Sarah Louise Scales wurde sie als Annie Bethel Bannister in Henry County am 6. Februar 1882 geboren. Ihre Eltern trennten sich, als Annie noch sehr jung war, und sie zog mit ihrer Mutter nach West Virginia, wo sie unter der Obhut von William T. Dixie, einem bekannten Mitglied der Black Community, aufwuchs. Ihre Mutter bemerkte Annies geschickten Umgang mit der englischen Sprache und schickte sie auf die Virginia University of Lynchburg. Dort machte sie 1899 ihren Abschluss. Im selben Jahr lernte sie ihren zukünftigen Ehemann Charles Edward Spencer kennen, den sie 1901 heiratete. Gemeinsam hatten sie drei Kinder Bethel, Alroy und Chauncey.
Der angesehene Dichter der Harlem Renaissance, James Weldon Johnson, half Annie Spencer ihr Talent als Dichterin zu entdecken. Er gab ihr den Künstlernamen Anne Spencer. Werke von ihr erschienen in der Zeitschrift The Crisis neben Werken weiterer Vertreter der Harlem Renaissance wie  Claude McKay, Jean Toomer, Nella Larsen, Georgia Douglas Johnson und Countee Cullen.

## Werk
Von 1903 bis zu ihrem Tod im Jahr 1975 lebte Anne Spencer in ihrem Haus in 1313 Pierce Street in Lynchburg. Durch die Harlem Renaissance bekam sie die Möglichkeit andere Menschen dieser Bewegung kennenzulernen, die ihre Poesie durch ihre Ideen und Kunstwerke inspirierten. Regelmäßige Besucher in ihrem Haus waren Johnson und De Bois. Zusammen verbrachten sie Tage im Gespräch und diskutierten verschiedenste Themen von Kunst bis Politik. Sie alle hatten ähnliche Vorlieben und Abneigungen und waren alle starke, unabhängige Persönlichkeiten. Anne engagierte sich zunehmend stärker in ihre Gemeinde und in der NAACP. Obwohl ihre Gedichte zumeist auf ihren eigenen Gedanken basierten, wurde ihre Arbeit zunehmend von den Ideen der Harlem Renaissance beeinflusst. Anne gab Ota Benga, einem kongolesischen Pygmäen, während seines Aufenthalts in Lynchburg Englischunterricht. 
Einige ihrer Briefe befinden sich im Besitz der Yale University. Sie ist aufgenommen in der Norton Anthology of Literature by Women und in Daughters of Africa. Nach seiner Veröffentlichung 1923 in der Weltwirtschaftskrise wurde „White Things“ im Laufe ihrer Lebenszeit nicht erneut aufgelegt. Dennoch wurde dieses Werk aufgrund seiner Wirkung von Keith Clark in Notable Black American Women als „die Quintessenz der Protestgedichte“ bezeichnet.
Ihre Papiere, ebenso wie die Papiere der Familie und ihre persönliche Bibliothek befinden sich in der Albert and Shirley Small Special Collections Library der University of Virginia.

## Anne Spencer Museum

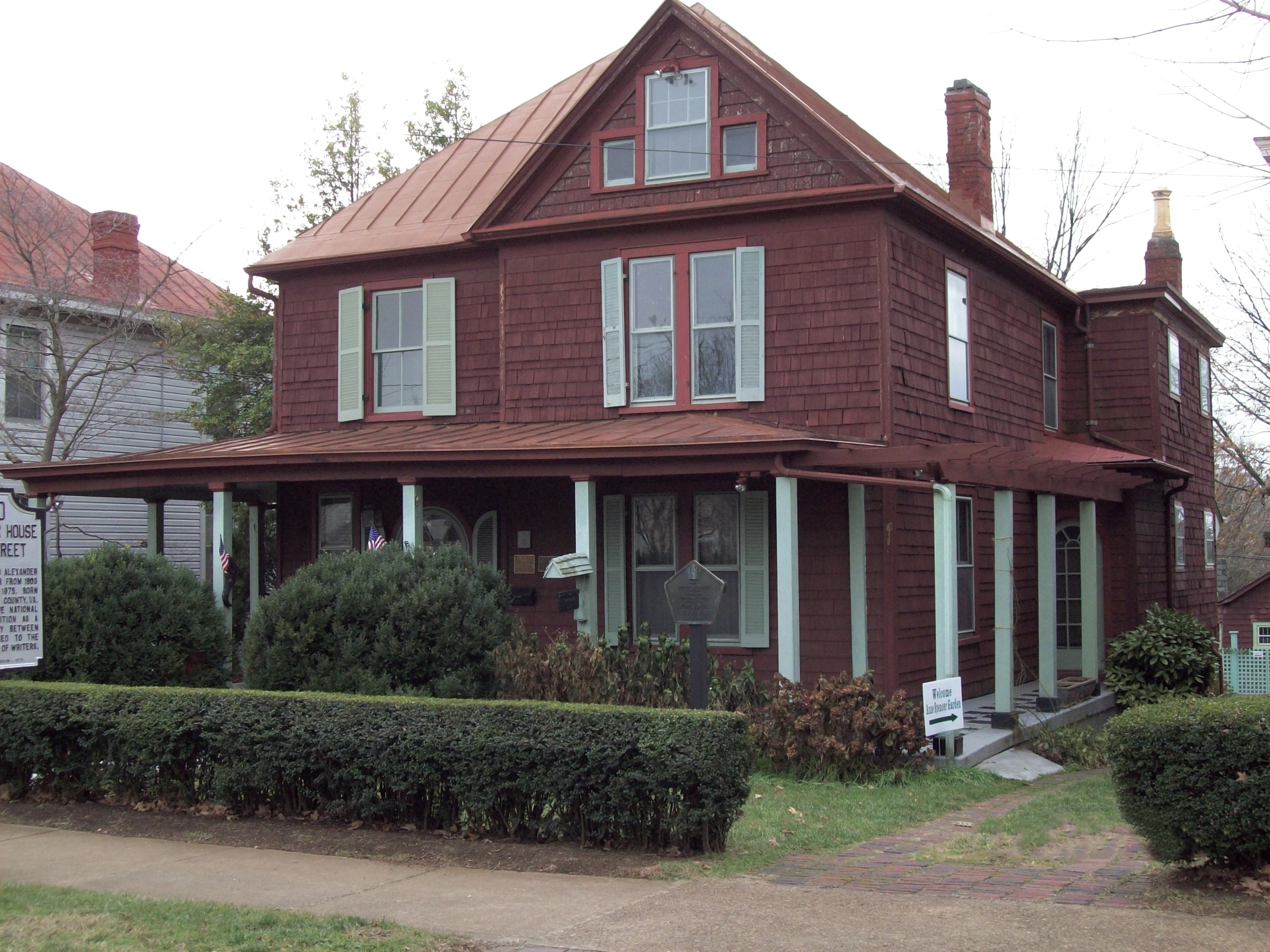
Anne Spencer Haus

Spencer lebte und arbeitete in ihrem Haus in der 1313 Pierce Street in Lynchburg. Die örtliche Abteilung der NAACP wurde in ihrem Haus gegründet. Ein Garten und ein Einzimmerrefugium, in dem Anne Spencer einen großen Teil ihres Werks schuf, sind Teil der Immobilie. In dem Haus ist heute ein Museum eingerichtet. Auch der Garten gehört zu diesem Museum. Die Einrichtung der Räume entspricht dem Originalzustand.